# Елецкая операция
Еле́цкая наступательная опера́ция — фронтовая наступательная операция РККА в ходе Великой Отечественной войны, предпринятая в период с 6 по 16 декабря 1941 года войсками правого крыла Юго-Западного фронта в ходе контрнаступления под Москвой.

## Ход операции
Противник продолжал нажимать на 13-ю армию и оборонявшуюся севернее 3-ю армию генерала Я. Г. Крейзера. Южнее, в направлении на Касторное, 9-й танковой и 16-й моторизованной дивизиям врага не удалось продвинуться вперед. Военный совет Юго-Западного фронта решил разгромить немецкую елецкую группировку, что улучшило бы положение и на соседнем Западном фронте. Цель планируемой операции — окружить и уничтожить группировку противника в районе города Ельца, в дальнейшем нанести удар в тыл войскам 2-й немецкой танковой армии. 
В тылу 13-й армии в районе Тербуны из резервов фронта срочно создавалась конно-механизированная группа войск под командованием генерал-лейтенанта Ф. Я. Костенко: 5-й кавалерийский корпус (3-я, 14-я и 32-я кавалерийские дивизии), 1-я гвардейская стрелковая дивизия, 129-я танковая и 34-я мотострелковая бригады, 4-й, 7-й гвардейские миномётные и 642-й пушечный артиллерийский полки, кроме того в оперативное подчинение командующего группы с 6 декабря передавалась 121-я стрелковая дивизия.
Контрнаступление против 2-й полевой армии немцев началось на северном фланге 13-й армии действиями подвижной группы войск генерала К. С. Москаленко, которая оттянула часть сил вражеской группировки. С рубежа города Ефремова врага атаковали соединения 3-й армии генерала Я. Г. Крейзера. Главный же удар нанесли войска Ф. Я. Костенко. Для немецкого командования появление 7 декабря этой группы войск было полной неожиданностью. 5-й кавалерийский корпус и 1-я гвардейская стрелковая дивизия прорывались во фланг и тыл вражеской группировки в общем направлении на Елец и западнее. 34-я мотострелковая бригада была брошена на Ливны для глубокого охвата противника. В то же время 13-я армия наступала на юго-запад. Все это грозило полным окружением немецкой группировки. В боях в районе города Ельца были полностью разгромлены две пехотные дивизии противника. Противник потерял на поле боя 12 тысяч убитыми и ранеными. 12 декабря кавалеристы генерала Крюченкина разгромили штаб корпуса (командир корпуса успел покинуть штаб на самолёте). Окруженные войска противника пытались пробить себе путь на запад, яростно атакуя 3-ю и 32-ю кавалерийские дивизии. 15 декабря командир 134-й пехотной дивизии немцев генерал Конрад фон Кохенхаузен лично повел окруженных немцев на прорыв. Кавалеристы устояли, генерал Кохенхаузен был убит в этой атаке (по немецким источникам, Конрад фон Кохенхаузен под впечатлением от провала атаки пережил нервный срыв и застрелился), оставшиеся немцы сдались или разбежались по лесам. Начальник немецкого Генштаба сухопутных войск Ф. Гальдер по этому поводу снова грустно записал: «командование войск на участке фронта между Тулой и Курском потерпело банкротство».
С 18 декабря был воссоздан Брянский фронт в составе 61-й, 3-й и 13-й армий. Командовал фронтом генерал-полковник Я. Т. Черевиченко. Перегруппировав свои войска, он повел их в наступление, и к началу января Брянский фронт вышел на линию Белёв — Мценск —Верховье — северо-западнее Ливен.
В результате операции советские войска нанесли поражение правому крылу 2-й немецкой армии, продвинулись на запад до 80–100 км, ликвидировали Елецкий выступ, и отвлекли на себя часть сил 2-й танковой армии противника, оказав
тем самым существенную помощь войскам Западного фронта, перешедшим в контрнаступлении под Москвой.
Характерная особенность Елецкой операции — подготовка её в ограниченные сроки. Она осуществлялась в относительно высоких темпах, в трудных условиях зимы. Кроме того, следует отметить, что для данной операции не пришлось привлекать резервы Ставки.

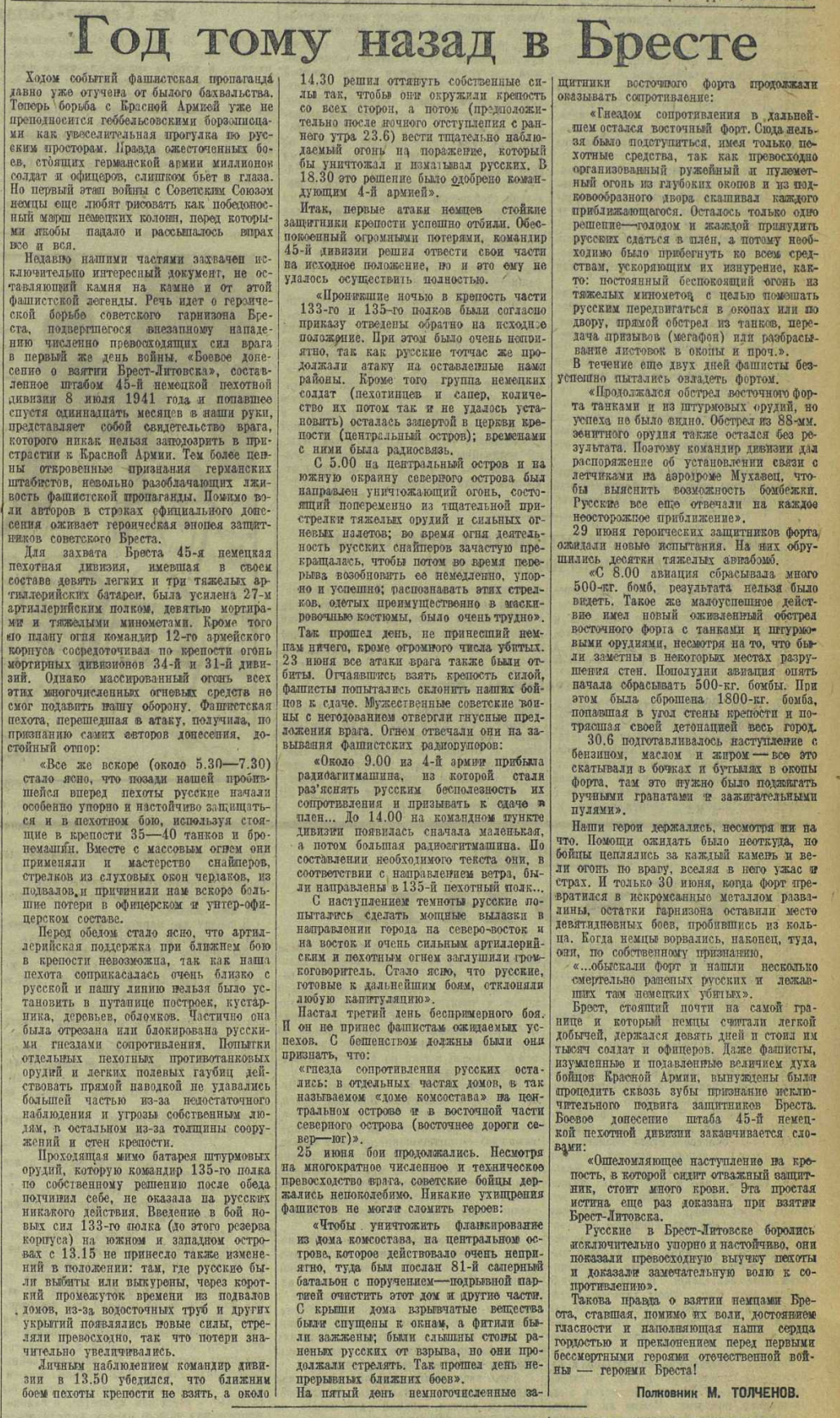
21 июня 1942 года газета «Красная звезда» статья «Год тому назад в Бресте»

В ходе боевых действий советские войска захватили здание, откуда незадолго до этого в спешном порядке эвакуировался штаб 45-й пехотной дивизии. В здании среди множества бумаг были найдено "Боевое донесение о занятии Брест-Литовска" - о предпринятом частями дивизии штурме Брестской крепости и о том упорном сопротивлении, которое оказали немцам советские войска. Оно было переведено  на русский язык, и выдержки из него опубликованы 21 июля 1942 году в газете  "Красная

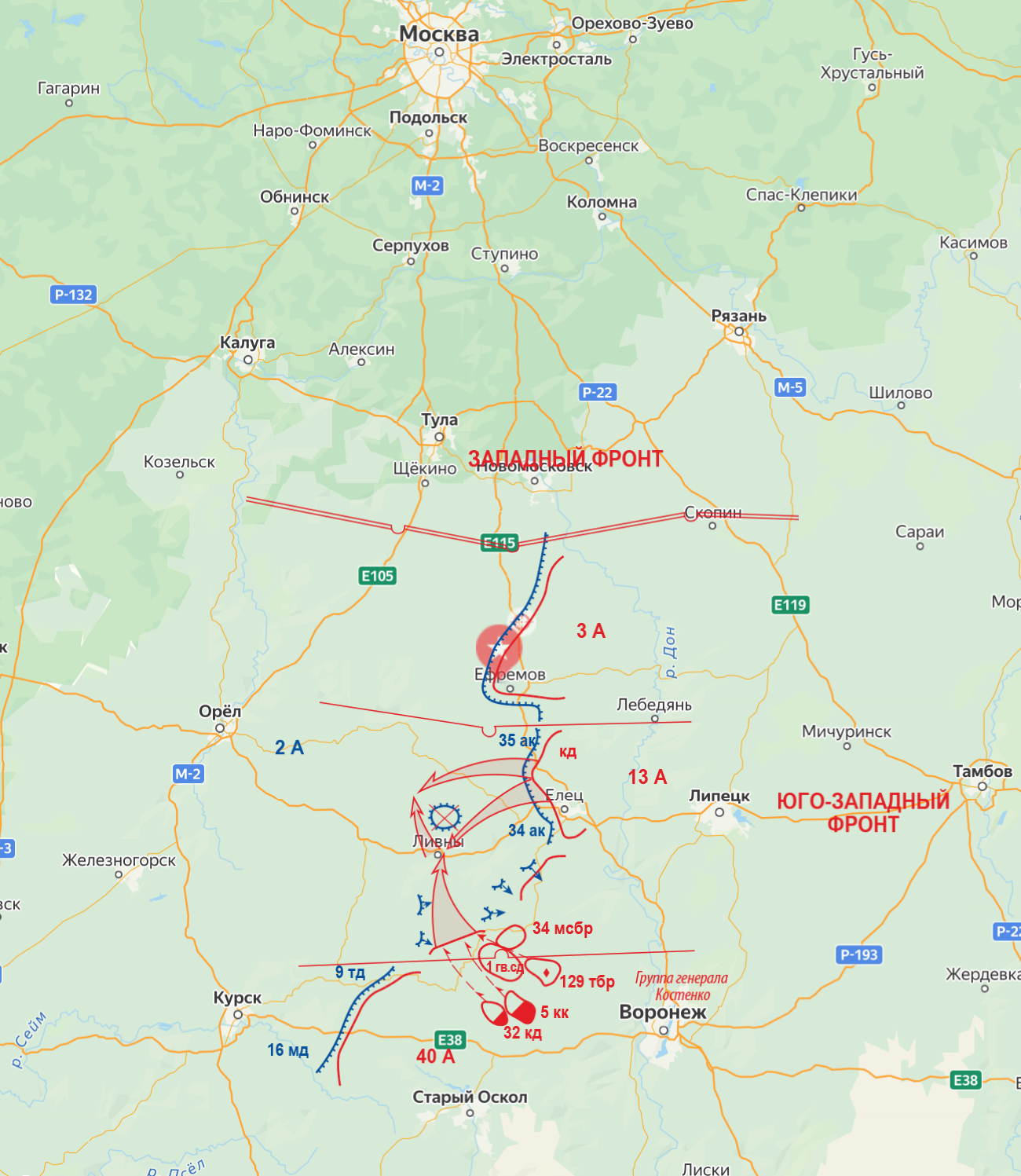
Елецкая наступательная операция.png

звезда ".